# Kuňka žlutobřichá
Kuňka žlutobřichá (Bombina variegata (Linné, 1758)) je obojživelník z čeledi kuňkovití. V Česku se jedná o ohrožený druh žab.

## Vědecká synonyma
- Bombina igneus brevipes (Blasius, 1839)
- Bombina maculatus (Gistel, 1868)
- Bombina salsa var. csikii (Fejérváry, 1922)
- Bombina variegata csiki (Fejérváry, 1922)
- Bombina variegata gracilis (Bolkay, 1929)
- Bombinator brevipes (Blasius, 1839)

## Popis

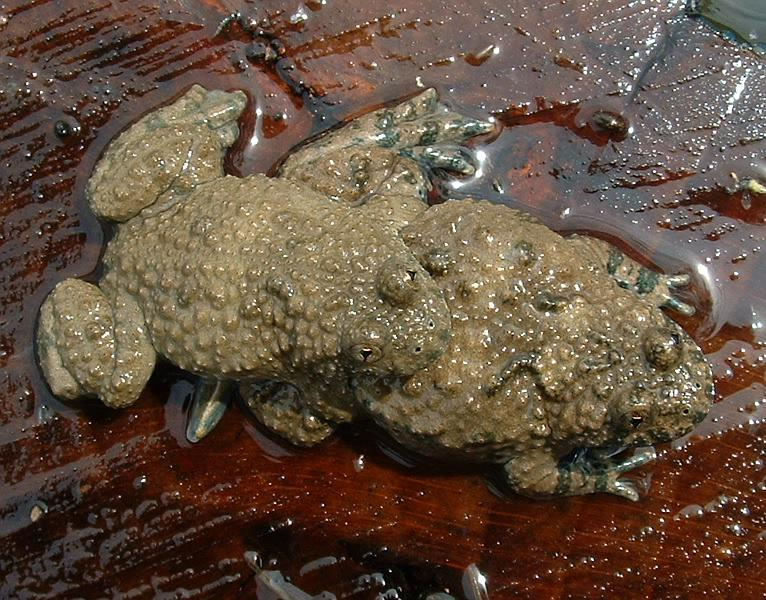
Samec a samice při páření

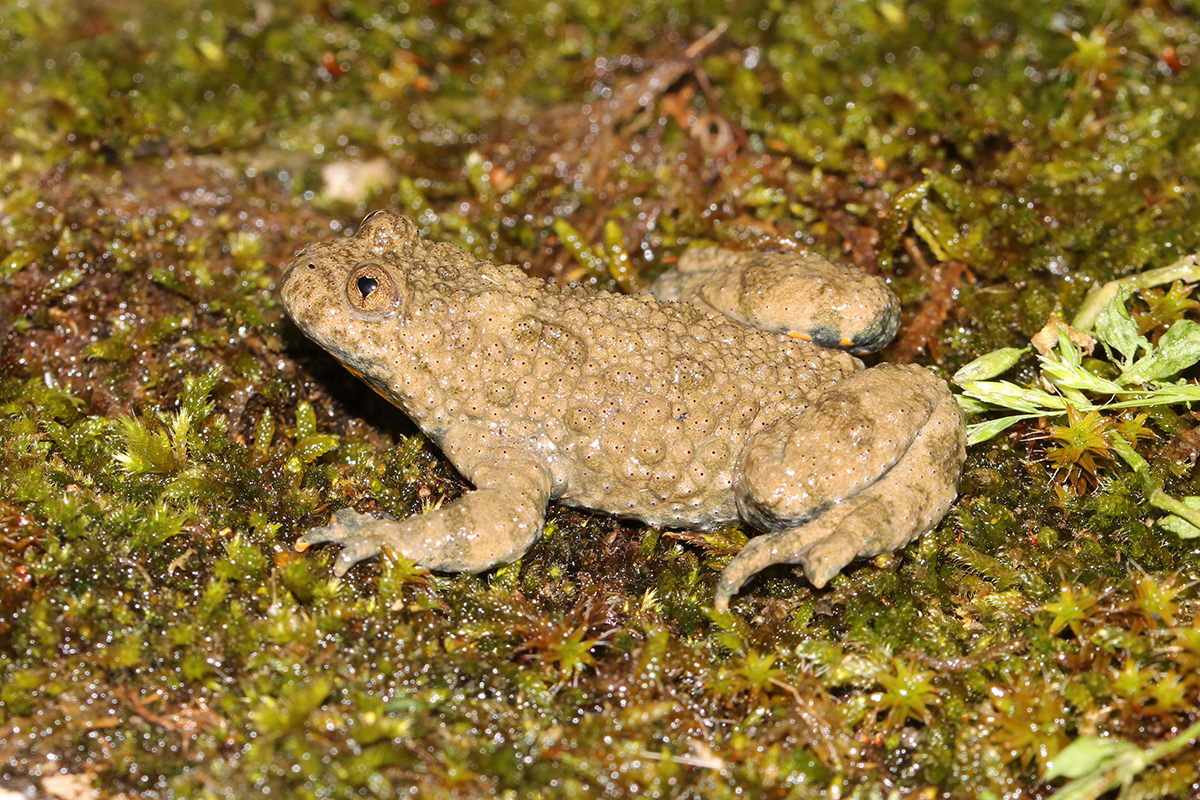
Kuňka žlutobřichá při pohledu shora

Dosahuje velikosti 5 cm. Svrchu má hnědavou až šedozelenou barvu. Kůže je typicky bradavičnatá, přičemž bradavičky jsou hrubé na pohled i na dotek. Na hřbetě těla jsou kožní bradavičky zakončeny výrazným černým trnem na vrcholu. Hlavu má plochou, širokou a okrouhlou. Není viditelný ušní bubínek. Oční zornice jsou většinou srdcovitého či trojúhelníkovitého tvaru.
Zbarvení svrchní strany těla se liší podle místa výskytu; nejčastěji je šedé, olivově zelené nebo hnědé, může být i více do zelena. Celkově bývá kuňka žlutobřichá spíše světlejší než kuňka ohnivá. Břicho je strakaté, žluté a černé (někdy žluté a šedé nebo tmavošedé). Základní a převažující je žlutá barva (často výrazně více než 50% pokrytí břicha). Tmavé skvrny na břiše jsou posety drobnými bílými tečkami, ovšem jen řídce (na rozdíl od kuňky ohnivé).
Samec kuňky žlutobřiché je menší než samice, má však silnější končetiny. V období páření se samcům objevují mozoly na vnitřní straně předloktí a na třech vnitřních prstech. Samci kuňky mají na rozdíl od samic tzv. rezonátor, který používají v době páření.
Hlas tohoto obojživelníka zní velmi příjemně. Jedná se o poměrně tiché „ung“ nebo „uh“. Můžeme pozorovat zajímavě vypadající srdcovitou zornici oka.

## Ekologie
Typickém místem výskytu a rozmnožování jsou malé dočasné vodní plochy. Může se jednat i o vyjeté koleje na nezpevněných lesních cestách. Ve větší oblibě má raději vyšší polohy – od 250 do více než 1 200 m n. m. Pro kladení svých vajíček upřednostňuje prosluněná nezastíněná místa. Tato žabka je aktivní ve dne i v noci. Pokud ji zpozorujeme ve dne, často leží ve vodě nebo odpočívají na mělčině u břehu. Plave krátkými tempy. Velmi často se potápí. Pokud je vyrušena, ukryje se v bahně. Právě zde ji poslouží její svrchní zbarvení jako maskování. V případě nebezpečí na souši zaujme výstražný postoj (zvedne přední a zadní nohy, prohne hřbet) a odhalí odstrašující zbarvení břicha. Jedná se o varovný signál, který upozorňuje, že je tento živočich nejedlý. Vylučovaný kožní sekret je žíravý a může způsobit alergickou reakci. Dráždí ústní sliznici a působí odporně.
Zimu přečkává v bahně ve vodě nebo na souši zahrabaná v zemi.

## Výskyt a rozšíření
Jedná se výhradně o evropský druh. Vyskytuje se na západ od Francie až po karpatský masiv a od středního Německa a jižního Polska, dále Itálie a Balkán. Žije tedy také v České republice.
Její populace je široce roztroušená v sekundárních biotopech – např. kamenolomy, pískovny, štěrkovny a těžiště jílu, které jsou zaplavené mělkou, příliš nezarostlou vodou. Na Moravě jsou její populace výrazně rozšířenější a méně ohrožené než česká populace. Kuňka žlutobřichá byla také zaznamenána v Blovicích u Plzně, kde kvůli její přítomnosti bylo zastaveno bourání staré cihelny a v současné době se zde nesmí cokoliv stavět ani upravovat terén.

## Ohrožení
Během posledních třiceti let došlo ve Středních Čechách k úbytku o 90 %. Tato kuňka dokáže snést i silné organické znečištění vody. Hlavní příčinou mizení celých populací je devastace prostředí – velkoplošná aplikace biocidů, mizení a intoxikace vhodných stanovišť. V lesích je na vině používání těžké mechanizace a úpravy cest štěrkováním a asfaltováním. Dalším faktorem je zřizování skládek v místě bývalých lomů.
V České republice se jedná o silně ohrožený druh dle vyhlášky č. 395/1992 Sb.

## Rozmnožování
Na jaře samci vydávají charakteristické volání. Přitom si udržují přibližně 50cm odstup. V případě přiblížení jiného samečka se jej „majitel území“ pokouší odstrčit zadníma nohama. Podle sborového volání samečků samičky snadno najdou místo rozmnožování. Samičku připravenou k rozmnožování sameček pomocí hrbolků na prstech a předloktích pevně obejme v oblasti beder (tzv. amplexus inguinalis). Sameček poté oplodní asi 150 vajíček, které samička klade jednotlivě či v malých shlucích na vodní rostlinstvo, kousky větví nebo kameny. Samice se mohou během léta rozmnožovat i několikrát. Naděje vajíček a pulců na přežití v malých nestálých vodních nádržích se tak velmi zvyšuje. Pulci se líhnou přibližně po dvou týdnech. Po dvou měsících se promění v malé žabky. Ve druhém až třetím roce života dochází k pohlavní dospělosti.
Může docházet ke křížení s kuňkou obecnou.

## Potrava
Živí se červy, larvami komárů a jinými drobnými živočichy.